# Liste von Söhnen und Töchtern der Stadt Wellington
Dies ist eine Liste bekannter Persönlichkeiten, die in der neuseeländischen Hauptstadt Wellington geboren wurden. Die Liste erhebt keinen Anspruch auf Vollständigkeit.

## 19. Jahrhundert

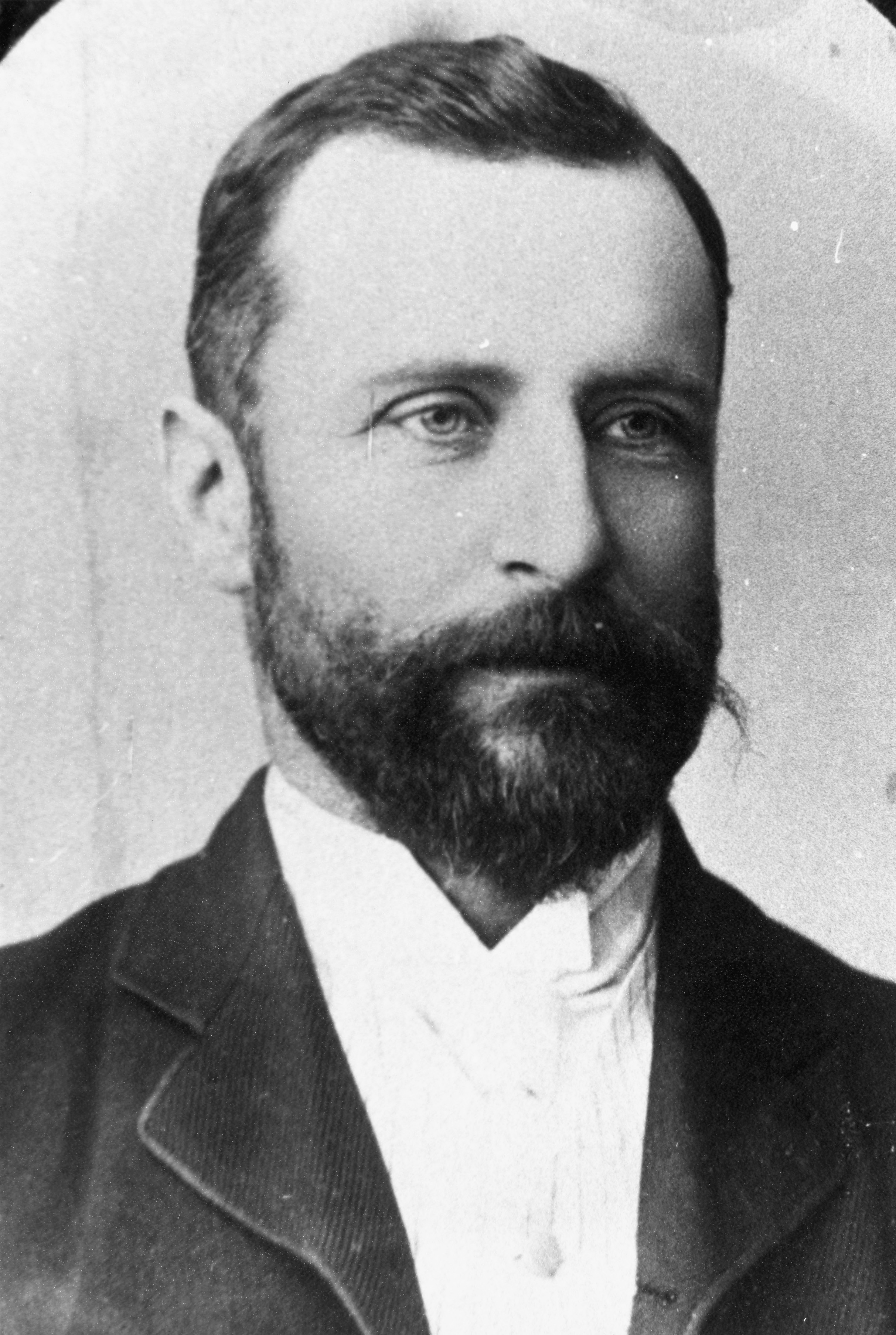
James Mills
(1847–1936)

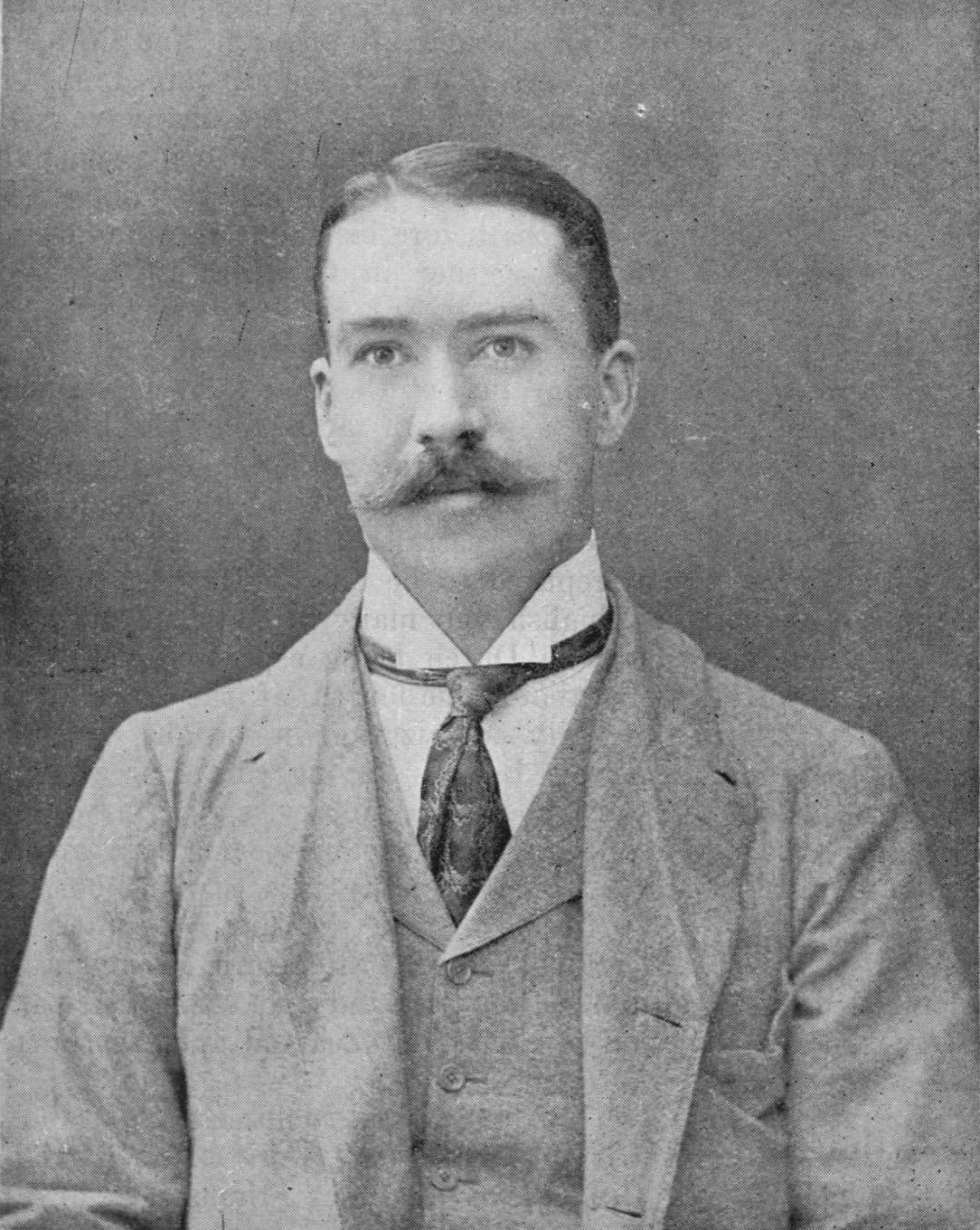
Alexander Horsburgh Turnbull
(1868–1918)

- James Mills (1847–1936), Geschäftsmann und Politiker
- Alexander Horsburgh Turnbull (1868–1918), Kaufmann, Bücherliebhaber und Besitzer der größten privaten Bibliothek in Neuseeland seiner Zeit
- Albert Percy Godber (1875–1949), Eisenbahner und Amateurfotograf
- Francis Fisher (1877–1960), Politiker und Tennisspieler
- Harold Cazneaux (1878–1953), australischer Fotograf
- Diamond Jenness (1886–1969), kanadischer Ethnologe, Anthropologe und Arktisforscher
- Arnold Trowell (1887–1966), Cellist, Komponist und Musikpädagoge
- Katherine Mansfield (1888–1923), neuseeländisch-britische Schriftstellerin
- Helen Simpson (Universitätsdozentin) (1890–1960), Lehrerin, Universitätsdozentin und Schriftstellerin
- Dorothy Wall (1894–1942), neuseeländisch-australische Autorin und Illustratorin von Kinderbüchern
- Elaine Gurr (1896–1996), Ärztin und medizinischer Administrator

## 20. Jahrhundert

### 1901 bis 1930

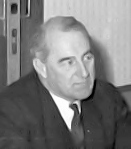
Jack Marshall
(1912–1988)

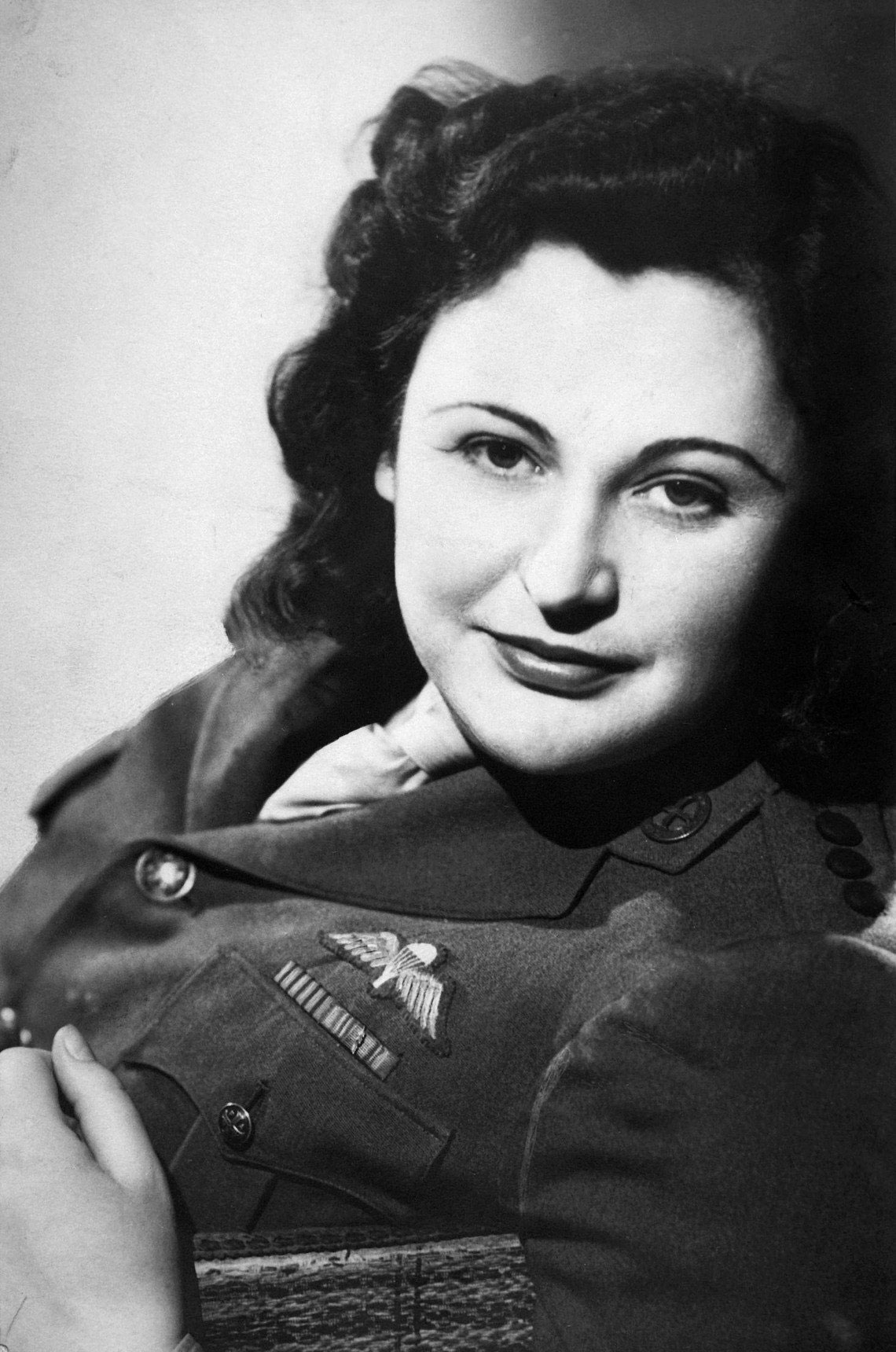
Nancy Wake
(1912–2011)

- Lettie Annie Allen (1901–1980), Politikerin und Aktivistin
- Mavis Tiller (1901–1989), Wissenschaftlerin und Frauenrechtlerin
- Tom Neale (1902–1977), Einsiedler und Überlebenskünstler
- Kathleen O’Brien (1906–1978), Tanzlehrerin, Radiomoderatorin und Filmregisseurin
- Denis Blundell (1907–1984), Rechtsanwalt und von 1972 bis 1977 der 12. Generalgouverneur von Neuseeland
- Una Platts (1908–2005), Kunsthistorikerin und Kuratorin
- Geoffrey Scott (1908–2006), Filmproduzent und Manager
- Richard Barrer (1910–1996), Chemiker und Erforscher von Membranen
- Ralph Grey, Baron Grey of Naunton (1910–1999), britischer Kolonialbeamter und der letzte Gouverneur von Nordirland
- William Hayward Pickering (1910–2004), neuseeländisch-US-amerikanischer Weltraumpionier
- Jack Marshall (1912–1988), Politiker
- Nancy Wake (1912–2011), britische Fluchthelferin und Mitglied der Résistance während des Zweiten Weltkrieges
- Derek Freeman (1916–2001), Anthropologe
- Ronald L. Meek (1917–1978), politischer Ökonom und Soziologe
- Patricia Marjorie Ralph (1920–1995), Meeresbiologin und Universitätsdozentin
- Bob Scott (1921–2012), Rugby-Union-Spieler
- Jim Allen (1922–2023), Künstler, Kunstpädagoge und Kunstkritiker
- John Forrester (1922–2002), Maler
- Alexander Grant (1925–2011), Balletttänzer, Ballettmeister und Choreograph
- Graeme Allwright (1926–2020), französischer Sänger, Autor, Komponist, Übersetzer und Dichter
- Peter Whittle (1927–2021), Mathematiker
- Clive Revill (1930–2025), Schauspieler
- Thomas Stafford Williams (1930–2023), römisch-katholischer Erzbischof von Wellington

### 1931 bis 1940

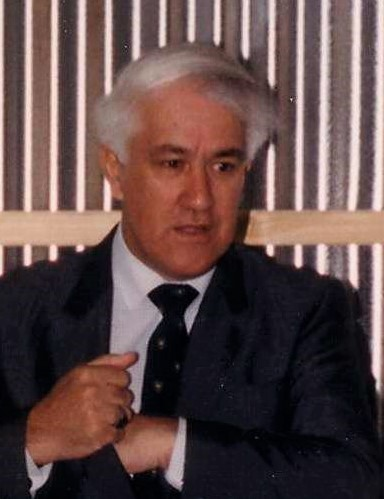
Paul Reeves
(1932–2011)

- Michael Hardie Boys (1931–2023), Jurist und von 1996 bis 2001 Neuseelands 17. Generalgouverneur
- Don Jowett (1931–2011), Sprinter
- Paul Reeves (1932–2011), Geistlicher der anglikanischen Kirche und Generalgouverneur von Neuseeland
- John Beedell (1933–2014), kanadischer Kanute[1]
- Gerard Francis Loft (1933–2007), römisch-katholischer Bischof von Auki
- Robin Leamy (1934–2022), römisch-katholischer Bischof von Rarotonga
- Barry Sinclair (1936–2022), Cricketspieler
- Patricia Grace (* 1937), Autorin der Māori-Renaissance
- Tony Shelly (1937–1998), Automobilrennfahrer
- Geoff Murphy (1938–2018), Regisseur und Schriftsteller
- Ray Ching (* 1939), Vogelmaler
- Max Cresswell (1939–2024), Philosoph und Logiker
- Brian Smith (* 1939), Jazzmusiker
- Marie Darby (1940–2019), Biologin und Lehrerin
- Jonathan Hardy (1940–2012), australischer Schauspieler und Drehbuchautor
- Graham McRae (1940–2021), Automobilrennfahrer

### 1941 bis 1950

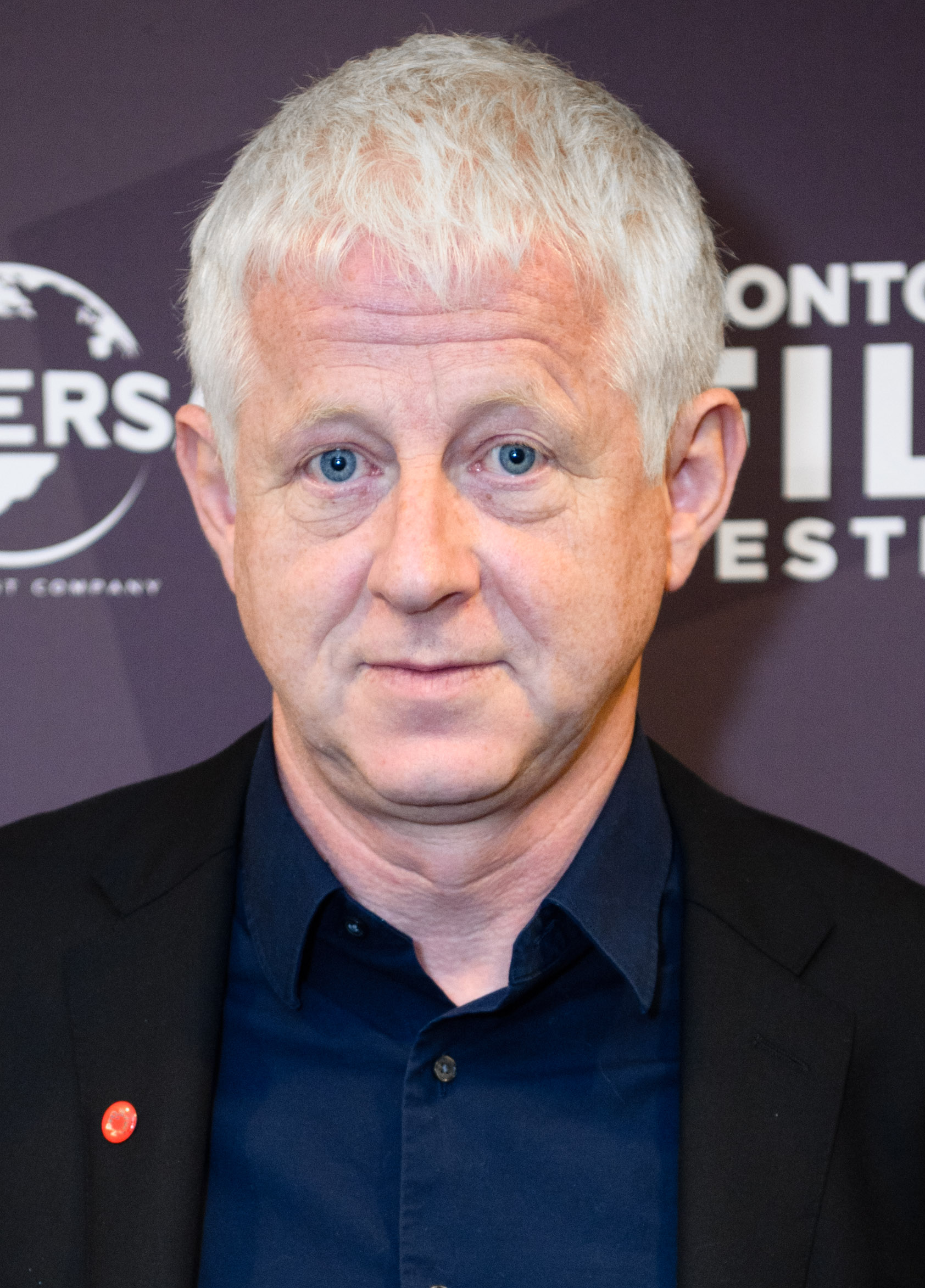
Richard Curtis
(* 1956)

- Barbara Einhorn (* 1942), Germanistin und Soziologin
- Michael Seresin (* 1942), Kameramann und Filmregisseur
- Elizabeth Laird (* 1943), englische Schriftstellerin
- John Fahey (1945–2020), australischer Politiker un Finanzminister
- Liddy Holloway (1945–2004), Schauspielerin und Drehbuchautorin
- Stephen Kent (* 1945), Biochemiker und Molekularbiologe
- Trevor Manning (* 1945), Hockeyspieler und Olympiasieger[2]
- Dick Joyce (* 1946), Ruderer
- Andrew Bagnall (* 1947), Automobilrennfahrer
- Gregory Dayman (* 1947), Hockeyspieler und Olympiasieger
- Neil Lyster (* 1947), Radrennfahrer
- Onny Parun (* 1947), Tennisspieler
- Gavin Thorley (1947–2022), Leichtathlet
- Alexander McLean (* 1950), Ruderer
- Robert Oliver (* 1950), Radrennfahrer
- Lee Tamahori (* 1950), Filmregisseur

### 1951 bis 1960
- Jane Campion (* 1954), Filmregisseurin
- James Belich (* 1956), Historiker
- Richard Curtis (* 1956), Drehbuchautor zahlreicher britischer Comedyserien
- Georgina Beyer (1957–2023), Politikerin
- Simon Duggan (* 1959), Kameramann
- Steve Guy (* 1959), Tennisspieler
- Mike Hopkins (1959–2012), Filmton-Editor
- Fran Walsh (* 1959), Drehbuchautorin
- Murray Chandler (* 1960), britischer Schachmeister neuseeländischer Herkunft
- David Kirk (* 1960), Rugby-Union-Spieler

### 1961 bis 1970

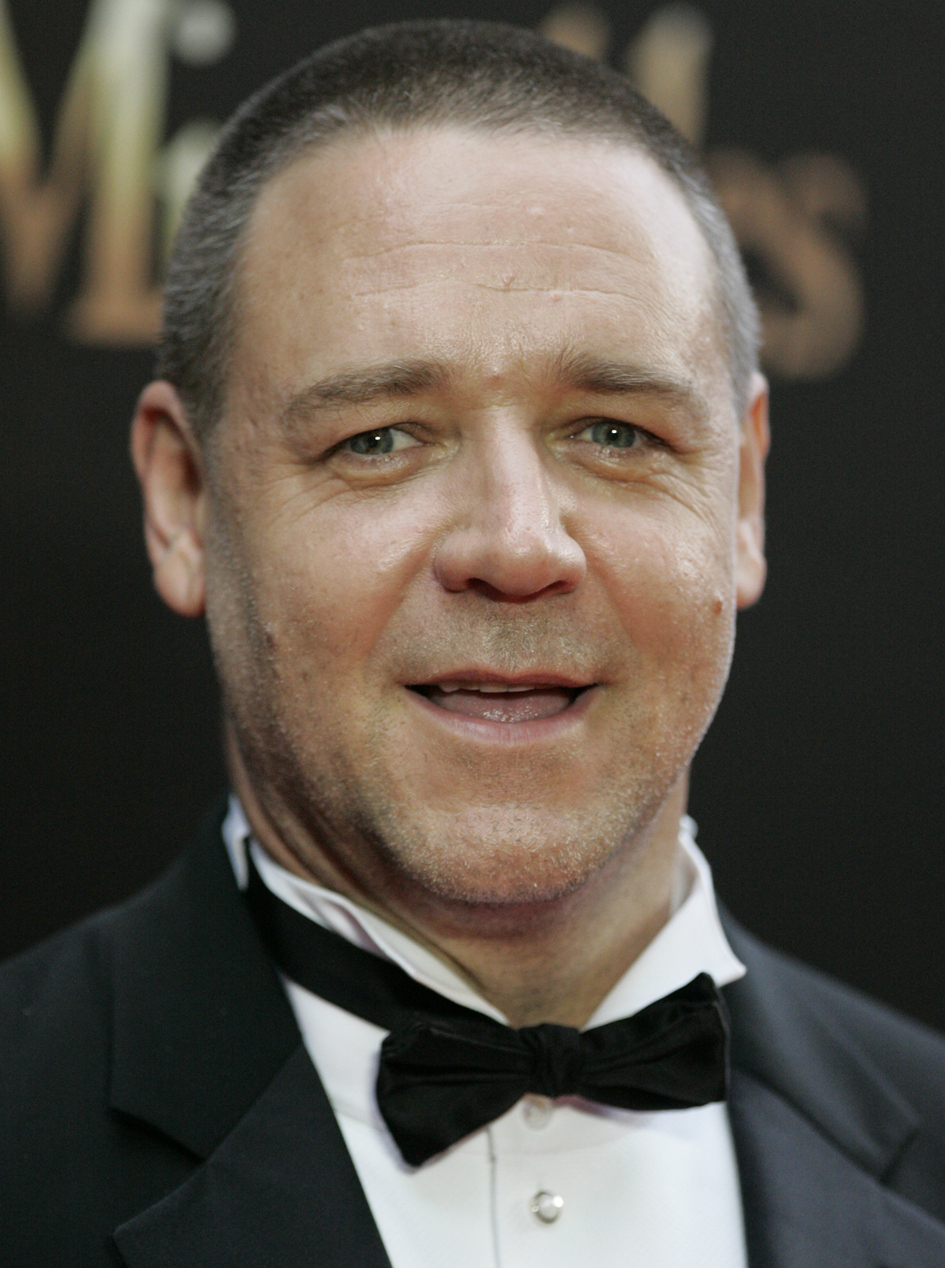
Russell Crowe
(* 1964)

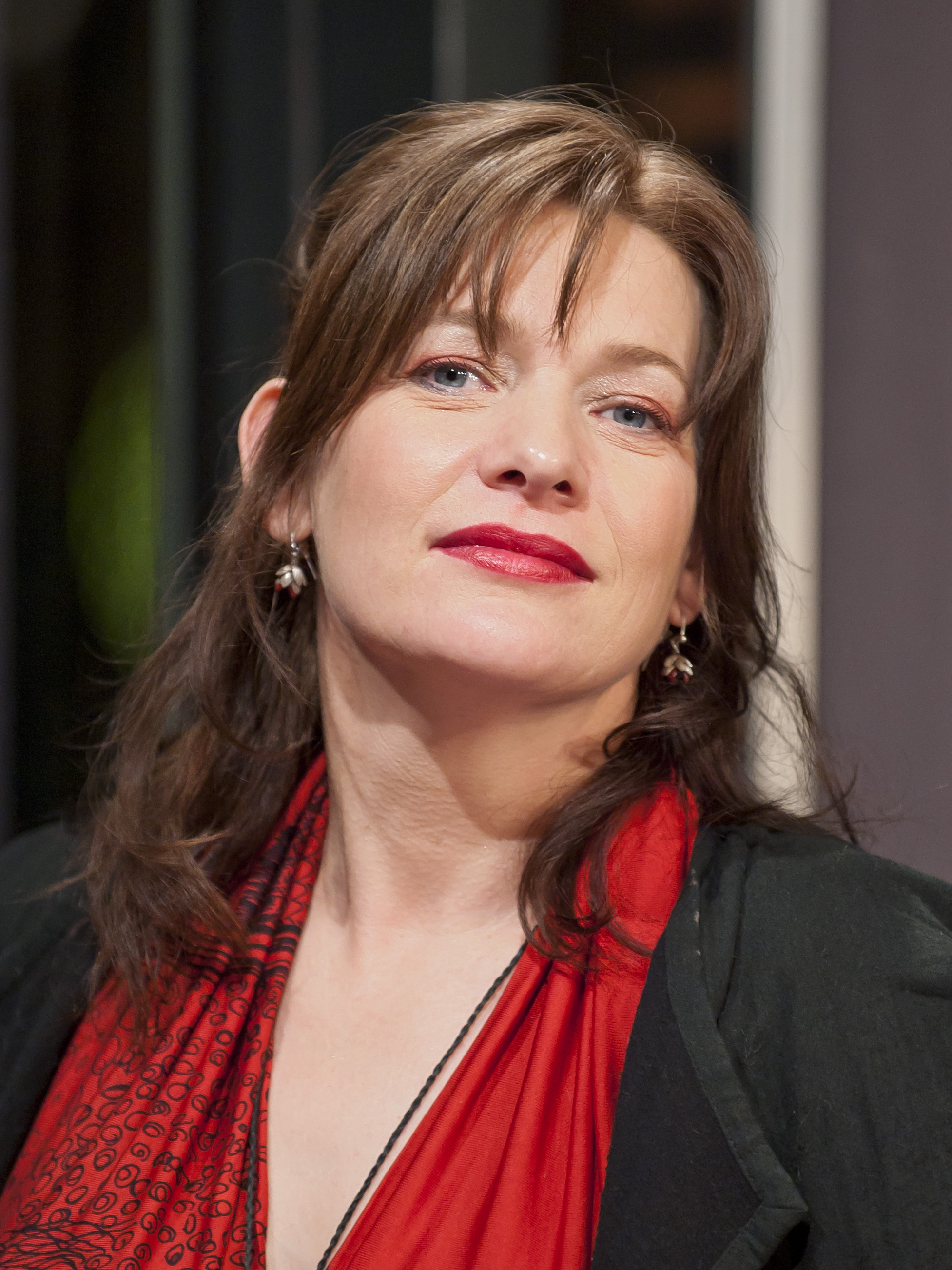
Kerry Fox
(* 1966)

- Russell Coutts (* 1962), Segler und Segelyachtdesigner
- Theresa Gattung (* 1962), Unternehmerin und Managerin
- Wynton Rufer (* 1962), neuseeländisch-schweizerischer Fußballtrainer
- Poto Williams (* 1962), Politikerin
- Dean Wareham (* 1963), Indierock-Musiker und Autor
- Russell Crowe (* 1964), Filmschauspieler, Filmregisseur, Filmproduzent und Musiker
- Belinda Cordwell (* 1965), Tennisspielerin
- Kerry Fox (* 1966), Schauspielerin
- Niki Caro (* 1967), Filmregisseurin und Drehbuchautorin
- Andrew Dominik (* 1967), australischer Regisseur und Drehbuchautor
- Stephen Hunter (* 1968), Schauspieler
- Vroni König-Salmi (* 1969), Schweizer Orientierungsläuferin
- Stephen Small (* 1969), Pianist
- Chantal Brunner (* 1970), Leichtathletin

### 1971 bis 1980
- Vaughan Coveny (* 1971), Fußballspieler
- Jon Toogood (* 1971), Musiker[3]

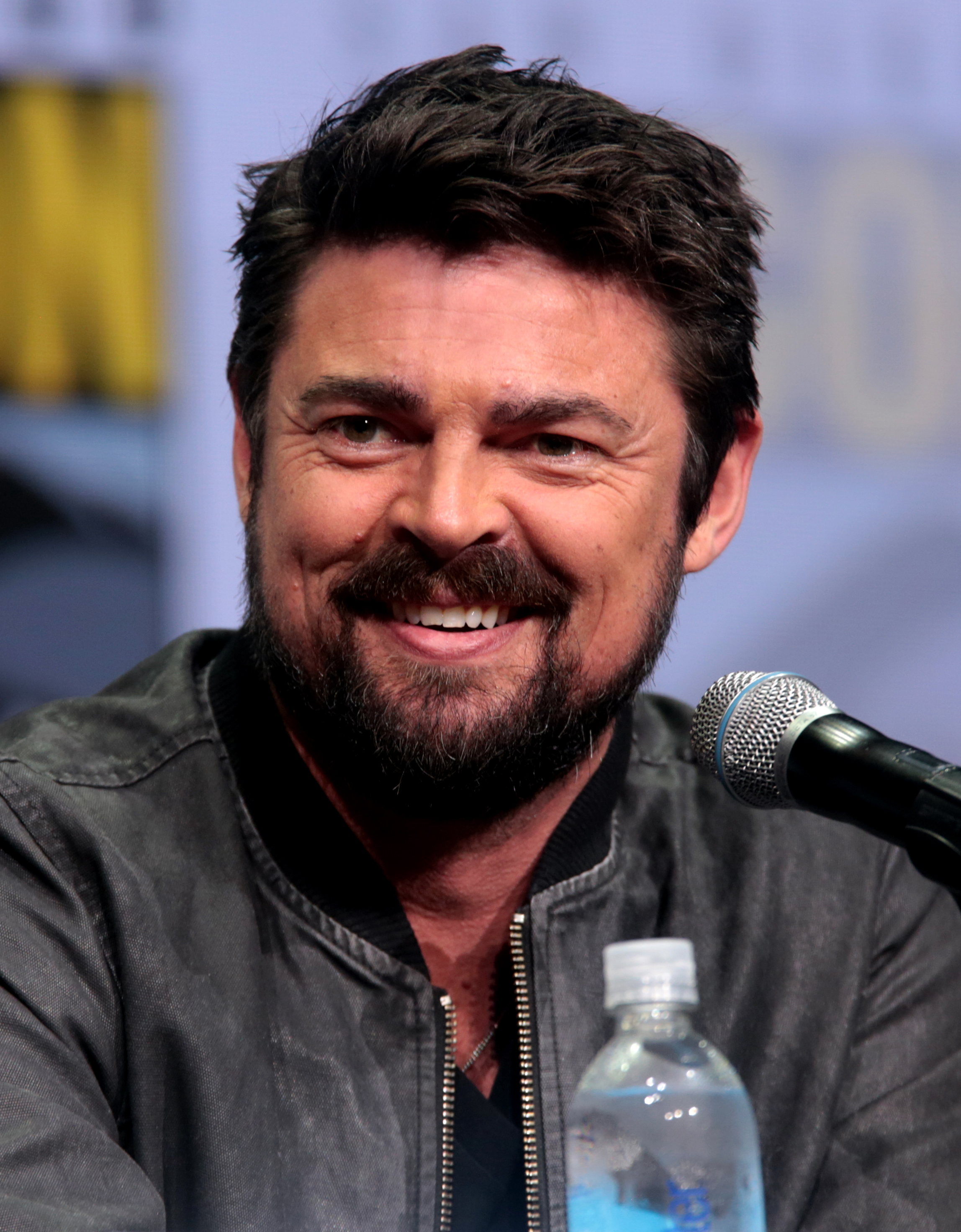
Karl Urban
(* 1972)

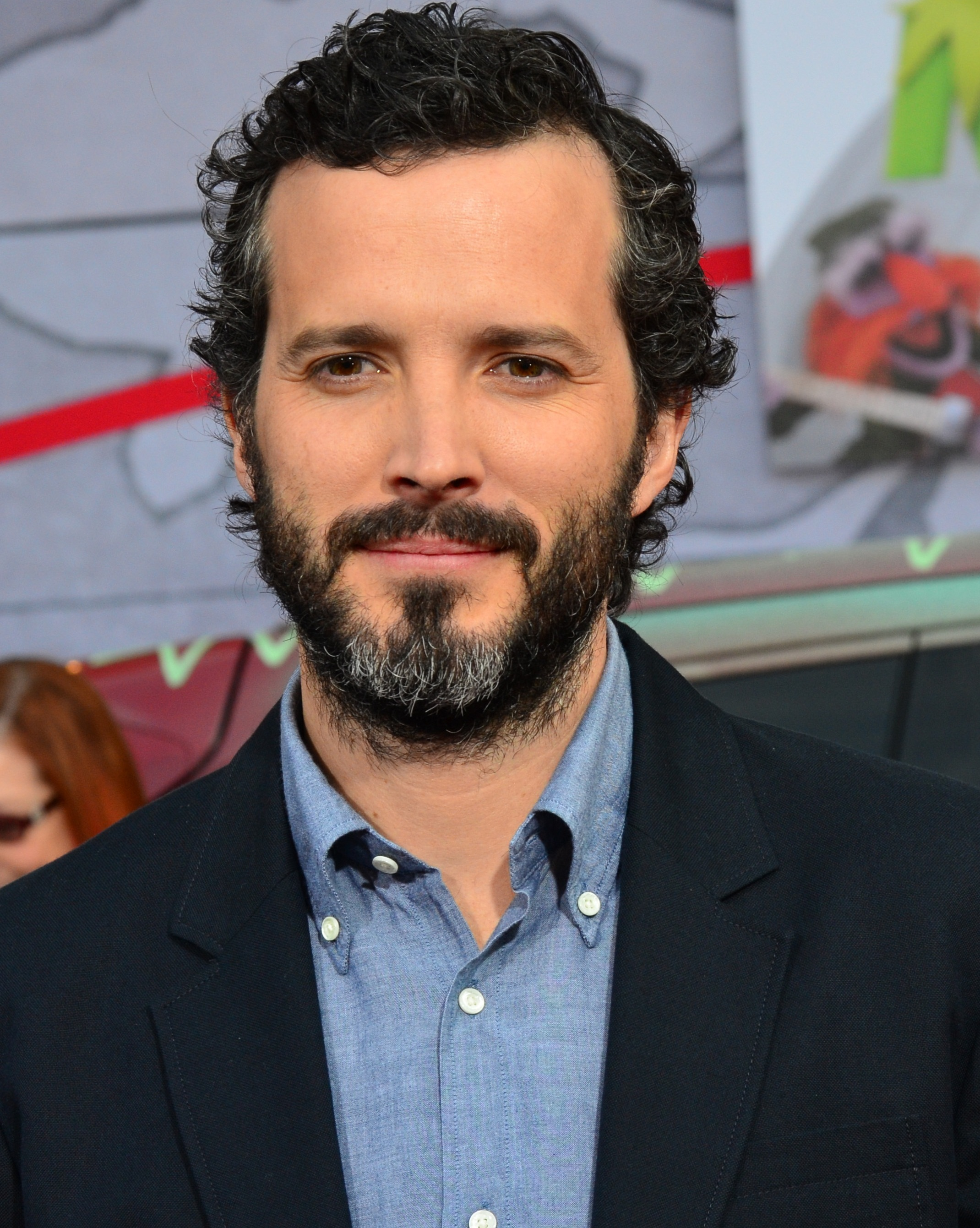
Bret McKenzie
(* 1976)

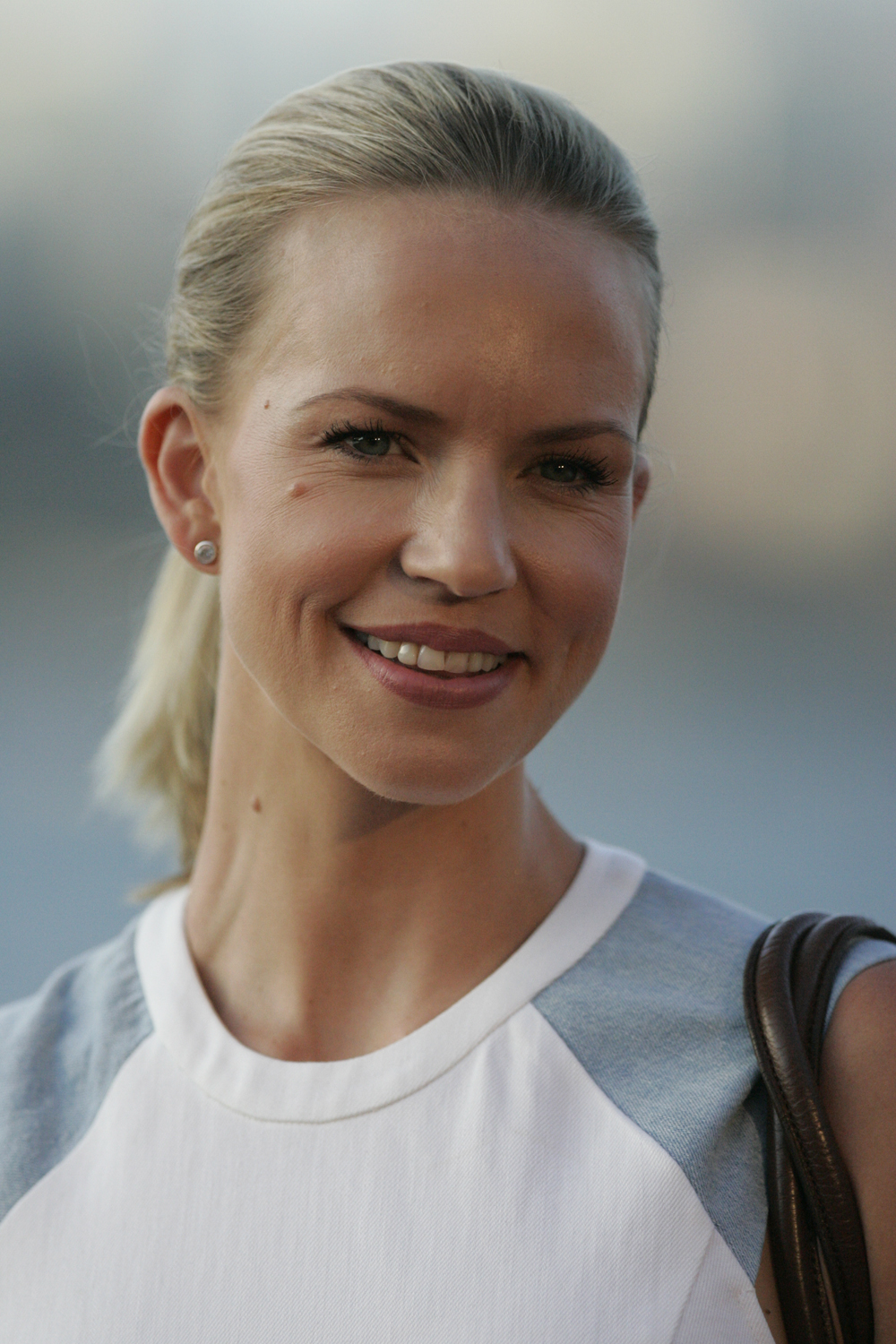
Jessica Napier
(* 1979)

- Robbie Magasiva (* 1972), Schauspieler und Komiker
- Peter O’Leary (* 1972), Fußballschiedsrichter
- Karl Urban (* 1972), Schauspieler
- Karyn Ballance (* 1973), Triathletin
- Joanna Lawn (* 1973), Triathletin
- James Shaw (* 1973), Politiker
- Garth da Silva (* 1973), Boxer[4]
- Mark Burton (* 1974), Fußballspieler
- Simon Elliott (* 1974), Fußballspieler
- Sharn Wordley (* 1974), Springreiter
- Juliane Bray (* 1975), Snowboarderin
- David Stahel (* 1975), Militärhistoriker
- Taika Waititi (* 1975), Filmregisseur, Drehbuchautor, Schauspieler, Maler und Comedian
- Sala Baker (* 1976), Schauspieler und Stunt-Koordinator
- Bret McKenzie (* 1976), Schauspieler, Musiker, Komiker und Oscar-Preisträger
- Richard Ussher (* 1976), Triathlet und Multisportler
- Raf de Gregorio (* 1977), Fußballspieler[5]
- Rachel Howard (* 1977), Fußballspielerin
- Duncan Oughton (* 1977), Fußballspieler
- Michala Banas (* 1978), Schauspielerin und Sängerin
- John Gordon (* 1978), Badmintonspieler
- Chris Hipkins (* 1978), Politiker
- Jessica Napier (* 1979), Schauspielerin
- Jacob Tomuri (* 1979), Filmschauspieler und Stuntman
- Miranda Wilson (* 1979), neuseeländisch-US-amerikanische Cellistin und Musikpädagogin

### 1981 bis 1990

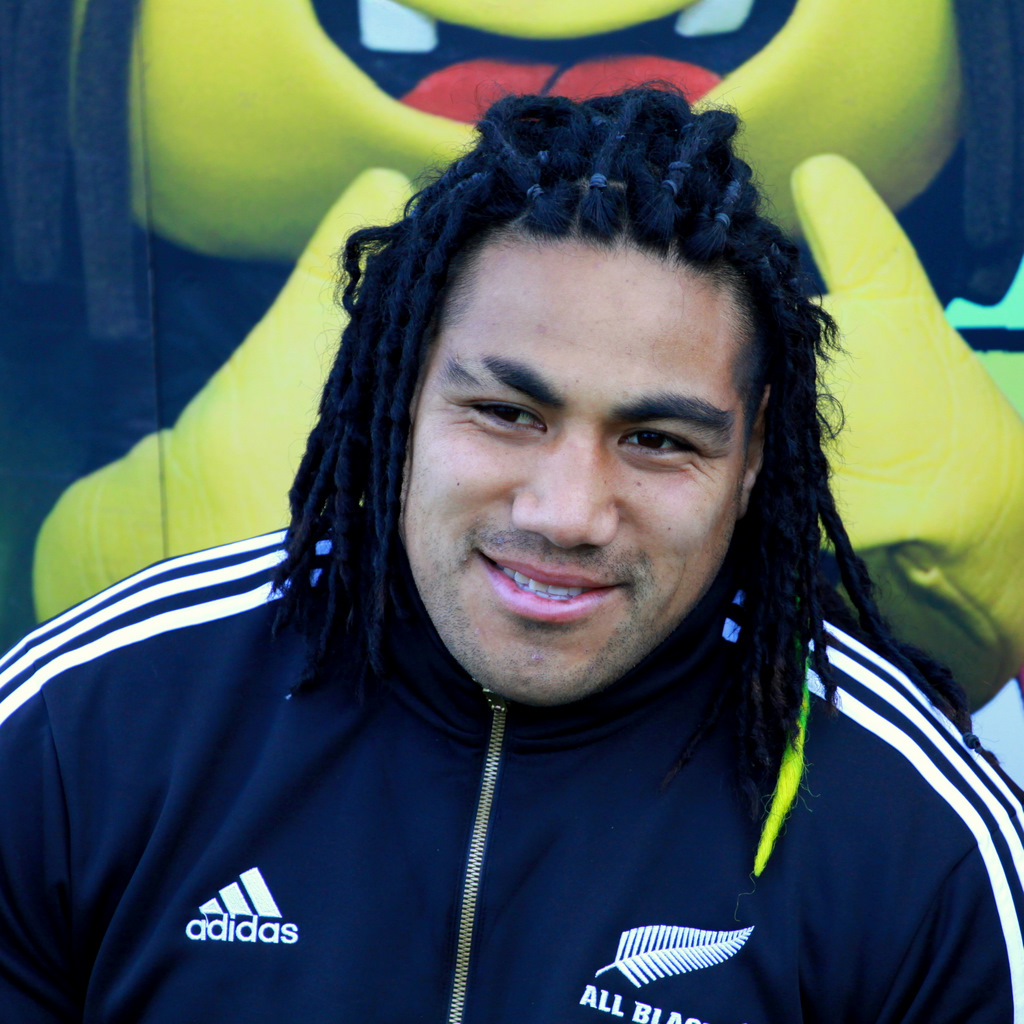
Ma’a Nonu
(* 1982)

- Leo Bertos (* 1981), neuseeländischer Fußballspieler griechischer Herkunft
- Craig Cooper (* 1981), Badmintonspieler
- Chris Killen (* 1981), Fußballspieler
- Nicola Willis (* 1981), Politikerin
- James Napier (* 1982), Schauspieler
- Ma’a Nonu (* 1982), neuseeländischer Rugby-Union-Spieler samoanischer Herkunft
- George Bridgewater (* 1983), Ruderer
- Brooke Fraser (* 1983), Pop-/Folk-Sängerin und Songwriterin
- Martin Knight (* 1983), Squashspieler
- Calen Maiava-Paris (* 1983), Schauspieler
- Michael Wesley-Smith (* 1983), Schauspieler
- Laura Belle Wilson (* 1983), Schauspielerin
- Jennyfer Jewell (* 1984), Schauspielerin
- Antonia Prebble (* 1984), Schauspielerin
- Quentin Rew (* 1984), Geher
- Joseph Cooper (* 1985), Radrennfahrer
- Sally Martin (* 1985), Schauspielerin
- Ella Wilks (* 1985), Schauspielerin
- Ben Griffin (* 1986), Skirennläufer
- Lucas Hayward (* 1986), Schauspieler
- Reyon Kay (* 1986), Inline-Speedskater und Eisschnellläufer
- Lelia Masaga (* 1986), Rugby-Union-Spieler
- Gemma New (* 1986), Dirigentin und Komponistin
- Amy Satterthwaite (* 1986), Cricketspielerin
- Chris James (* 1987), Fußballspieler
- Michael McGlinchey (* 1987), neuseeländisch-schottischer Fußballspieler
- Levi Hanssen (* 1988), Fußballspieler[6]
- Alex Feneridis (* 1989), neuseeländisch-griechischer Fußballspieler
- Willy Moon (* 1989), Musiker
- Leon Wadham (* 1989), Schauspieler
- Kosta Barbarouses (* 1990), neuseeländisch-griechischer Fußballspieler
- Julian Savea (* 1990), Rugby-Union-Spieler

### 1991 bis 2000
- Ruby Tui (* 1991), Rugby-Spielerin
- Anna Sawai (* 1992), Schauspielerin und Sängerin
- Daniel McLay (* 1992), britischer Radrennfahrer
- Brooke Halliday (* 1995), Cricketspielerin
- Clayton Lewis (* 1997), Fußballspieler
- Kiranpal Pannu (* 1997), Tennisspieler
- James Preston (* 1997), Mittelstreckenläufer
- Evelina Afoa (* 1998), samoanische Schwimmerin
- Jess Kerr (* 1998), Cricketspielerin
- Lewis Clareburt (* 1999), Schwimmer
- Anton Down-Jenkins (* 1999), Wasserspringer
- Ezi Magbegor (* 1999), australische Basketballspielerin
- Rachin Ravindra (* 1999), Cricketspieler
- Liberato Cacace (* 2000), Fußballspieler
- George Jackson (* 2000), Radrennfahrer
- Amelia Kerr (* 2000), Cricketspielerin
- Thomasin McKenzie (* 2000), Schauspielerin

## 21. Jahrhundert
- Ben Waine (* 2001), neuseeländisch-englischer Fußballspieler
- Ian Blackburn (* 2002), Schauspieler und Synchronsprecher
- Henrietta Christie (* 2002), Radrennfahrerin
- Jesse Randall (* 2002), Fußballspieler
- Tara Vaughan (* 2003), Kanutin
- Georgia Plimmer (* 2004), Cricketspielerin
- Rayan Tayeb (* 2004), neuseeländisch-algerischer Fußballspieler
- Lukas Kelly-Heald (* 2005), Fußballspieler

## Geburtsjahr unbekannt
- Nicole McKee (* 1971/72), Politikerin